# Mild Seven

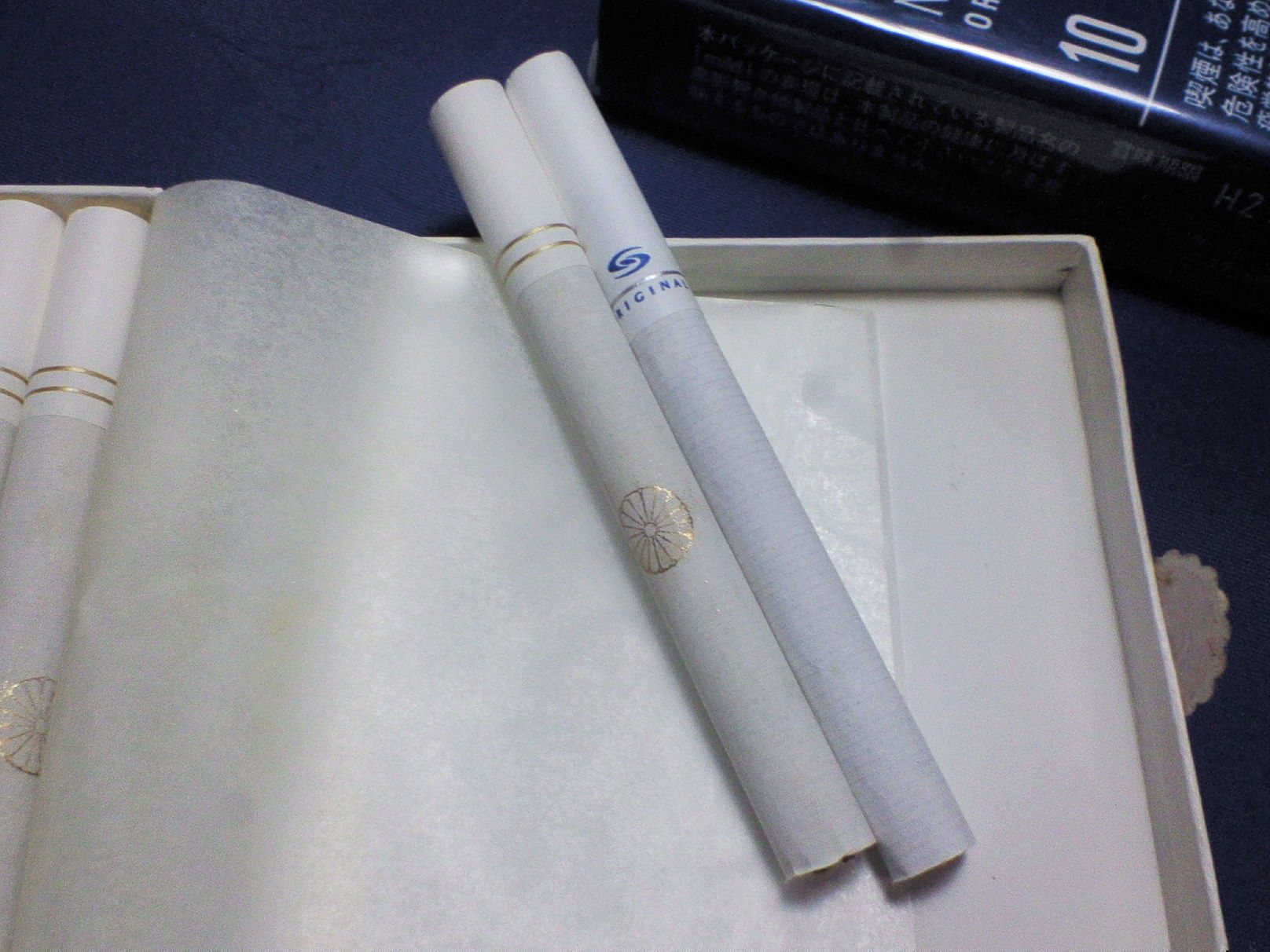
Mild Seven cigaretták

A Mild Seven (マイルドセブン) japán cigarettamárka, a Japan Tobacco Inc. védjegye, 1977-ben gyártották az elsőt Tokióban, A világ legismertebb cigarettamárkái közé tartozik. A legtöbbet gyártott cigaretta a Marlboro és a Camel mellett.

## Fajtái

### Jelenlegi fajták
| Név                                | Ár    | Mennyiség(szál) | Megjelenési dátum  | Kátrány | Nikotin | Eladási terület |
| ---------------------------------- | ----- | --------------- | ------------------ | ------- | ------- | --------------- |
| Mild Seven Original                | ¥ 410 | 20              | 1977. június 1.    | 10      | 0.8     | Japán           |
| Mild Seven szénszűrős              | ¥ 410 | 20              | ?                  | ?       | ?       | Japán           |
| Mild Seven Box                     | ¥ 410 | 20              | 1993. október 1.   | 10      | 0.8     | Japán           |
| Mild Seven FK                      | ¥ 410 | 20              | 1988. május 1.     | 10      | 0.8     | Japán           |
| Mild Seven Special Light Box       | ¥ 410 | 20              | 1990. július 1.    | 9       | 0.7     | Japán           |
| Mild Seven Light                   | ¥ 410 | 20              | 1985. július 1.    | 8       | 0.7     | Japán           |
| Mild Seven Light Box               | ¥ 410 | 20              | 1994. október 3.   | 8       | 0.7     | Japán           |
| Mild Seven Lights szénszűrős       | ¥ 410 | 20              | ?                  | 8       | 0.7     | Japán           |
| Mild Seven Super Light             | ¥ 410 | 20              | 1989. július 1.    | 6       | 0.5     | Japán           |
| Mild Seven Super Light Box         | ¥ 410 | 20              | 1994. június 2.    | 6       | 0.5     | Japán           |
| Mild Seven Super Light 100's Box   | ¥ 410 | 20              | 2006. december 1.  | 6       | 0.5     | Japán           |
| Mild Seven Extra Light             | ¥ 410 | 20              | 1998. augusztus 3. | 3       | 0.3     | Japán           |
| Mild Seven Extra Light Box         | ¥ 410 | 20              | 1995. június 2.    | 3       | 0.3     | Japán           |
| Mild Seven Extra Light 100's Box   | ¥ 410 | 20              | 1996. június 3.    | 3       | 0.3     | Japán           |
| Mild Seven One                     | ¥ 410 | 20              | 2003. március 3.   | 1       | 0.1     | Japán           |
| Mild Seven One Box                 | ¥ 410 | 20              | 1999. december 1.  | 1       | 0.1     | Japán           |
| Mild Seven One 100's Box           | ¥ 410 | 20              | 1998. február 2.   | 1       | 0.1     | Japán           |
| Mild Seven One Menthol Box         | ¥ 410 | 20              | 2004. január 7.    | 1       | 0.1     | Japán           |
| Mild Seven One Menthol 100's Box   | ¥ 410 | 20              | 2005. július 1.    | 1       | 0.1     | Japán           |
| Mild Seven Prime Super Light Box   | ¥ 410 | 20              | 2003, november 4.  | 6       | 0.4     | Japán           |
| Mild Seven Prime Menthol Light Box | ¥ 410 | 20              | 2004. március 1.   | 6       | 0.4     | Japán           |
| Mild Seven Prime Slim Three        | ¥ 410 | 20              | 2005. július 1.    | 3       | 0.2     | Aichi           |
| Mild Seven AQUA Menthol            | ¥ 410 | 20              | ?                  | 6       | 0.5     | Japán           |
| Mild Turkey                        | ¥ 410 | 20              | 2006. november 5.  | 8       | 0.5     | Japán           |
| Mild Turkey Light                  | ¥ 410 | 20              | 2006. november 5.  | 6       | 0.4     | Japán           |

### Megszűnt fajták
| Név                                 | Mennyiség(szál) | Megjelenési dátum | Kátrány | Nikotin | Eladási terület |
| ----------------------------------- | --------------- | ----------------- | ------- | ------- | --------------- |
| Mild Seven 5                        | 5               | n/a               | n/a     | n/a     | kávézók         |
| Mild Seven Select                   | 20              | 1982. október     | 12      | 0.8     | Japán           |
| Mild Seven Menthol                  | 20              | 1985. július      | 10      | 0.8     | Japán           |
| Mild Seven International            | 20              | 1990. július 1.   | 11      | 1.0     | Japán           |
| Mild Seven Slim Light Menthol       | 20              | n/a               | 6       | 0.4     | ismeretlen      |
| Mild Seven Ice Blue Super Light Box | 20              | 1997. július 1.   | 6       | 0.5     | Japán           |
| Mild Seven Prime Box                | 20              | 2004. július 1.   | 10      | 0.7     | Osaka           |
| Mild Seven Prime Light Box          | 20              | 2004. július 1.   | 8       | 0.6     | Fukuoka, Osaka  |
| Mild Seven Super Light Eco Style    | 20              | 2005. február 1.  | 6       | 0.5     | Mie             |

## Szponzorfeliratként a Formula–1-ben

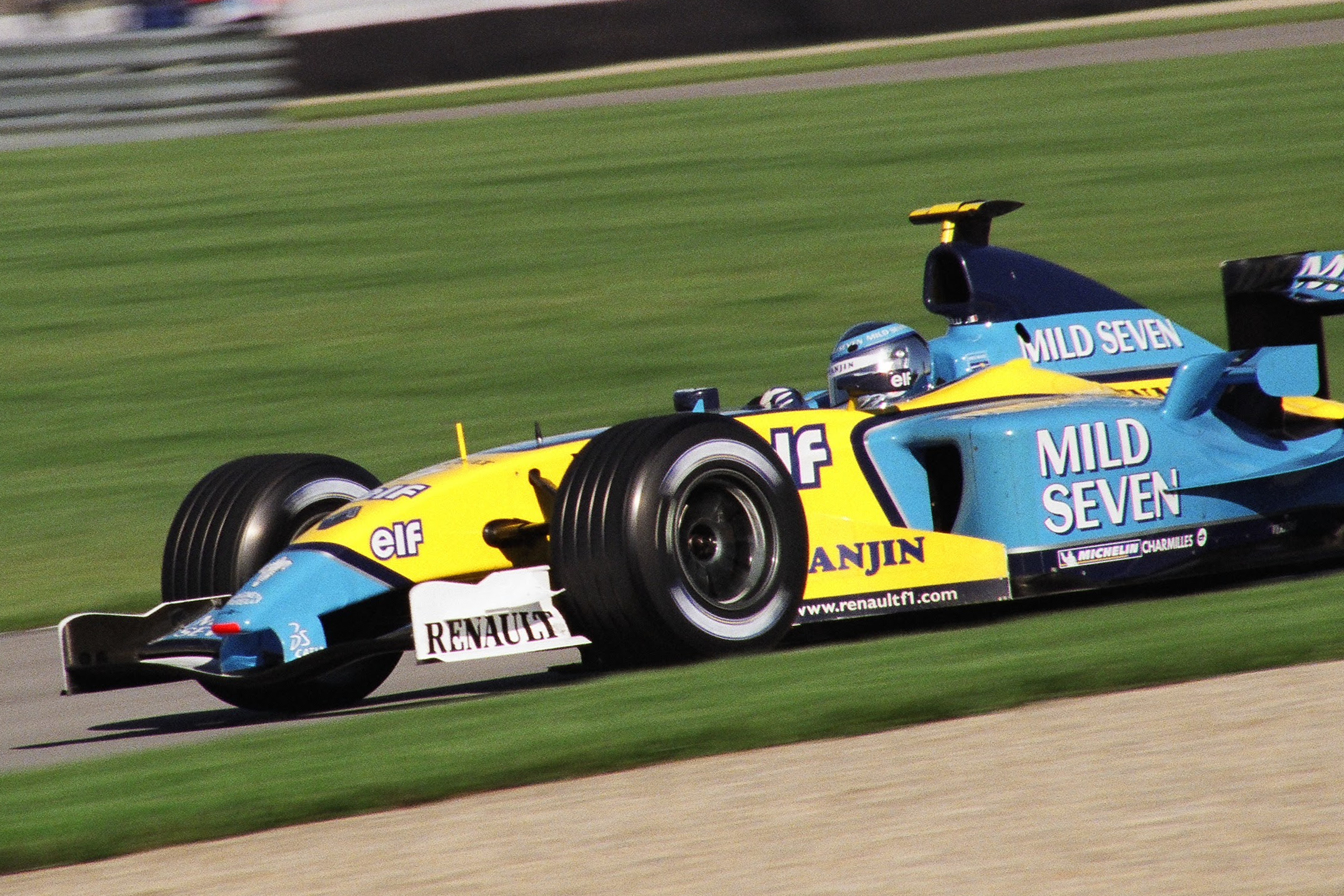
A 2003-as Renault Mild Seven felirattal

A Mild Seven felirat először a Benettonon volt látható az 1994-es évadtól, majd később a Mild Seven Renault csapat autóin, felszerelésén és nevében reklámozták a védjegyet. Az eredetileg 2009-ig szóló szerződést 2006-ban, az európai dohányreklám-tilalom miatt fel kellett bontani, a Renault új névadó szponzora az ING lett.

## Külső hivatkozások
- Kent vagy Mild Seven, Minszk
- Mild Seven termékek a JTI honlapon